# Canton de Brétigny-sur-Orge
Le canton de Brétigny-sur-Orge est une circonscription électorale française française située dans le département de l'Essonne et la région Île-de-France.
À la suite du redécoupage cantonal de 2014, les limites territoriales du canton sont remaniées. Le nombre de communes du canton passe de 5 à 6.

## Géographie
| Type d'occupation           | Pourcentage | Superficie (en hectares) |
| --------------------------- | ----------- | ------------------------ |
| Espace urbain construit     | 26,6 %      | 1 281,36                 |
| Espace urbain non construit | 7,8 %       | 375,63                   |
| Espace rural                | 65,6 %      | 3 160,73                 |
| Source : Iaurif             |             |                          |

Le canton de Brétigny-sur-Orge est organisé autour de la commune de Brétigny-sur-Orge dans l'arrondissement de Palaiseau. Son altitude varie entre quarante-et-un mètres à Brétigny-sur-Orge et quatre-vingt-dix-sept mètres dans la même commune, pour une altitude moyenne de quatre-vingts mètres.

## Historique
Le canton de Brétigny-sur-Orge fut créé par le décret no 67-589 du 20 juillet 1967, il regroupait à l'époque les communes de Brétigny-sur-Orge, Leudeville, Leuville-sur-Orge, Marolles-en-Hurepoix, Saint-Vrain, Saint-Michel-sur-Orge et Le Plessis-Pâté. Par un nouveau décret ministériel du 7 décembre 1975, il perdit la commune de Leuville-sur-Orge au profit du canton d'Arpajon et la commune de Saint-Michel-sur-Orge qui constituait à elle seule le nouveau canton de Saint-Michel-sur-Orge.
Par décret du 24 février 2014, le nombre de cantons du département est divisé par deux, avec mise en application aux élections départementales de mars 2015. Le canton de Brétigny-sur-Orge est conservé et s'agrandit. Il passe de 5 à 6 communes.

## Représentation

### Représentation avant 2015
| Période | Période           | Identité        | Étiquette | Qualité                                                                                         |
| ------- | ----------------- | --------------- | --------- | ----------------------------------------------------------------------------------------------- |
| 1967    | 1970 (annulation) | Roger Déchaud   | PCF       |                                                                                                 |
| 1970    | 1976              | Pierre Perrin   | UDR       |                                                                                                 |
| 1976    | 1988              | Alain Blin      | PCF       | Souffleur de verre Maire de Brétigny-sur-Orge                                                   |
| 1988    | 2001              | Jean de Boishue | RPR       | Professeur agrégé Député (1993-1997), maire de Brétigny-sur-Orge, secrétaire d'État             |
| 2001    | 2008              | Paul Simon      | Les Verts | Professeur d'histoire puis proviseur de lycée Conseiller municipal de Brétigny-sur-Orge         |
| 2008    | 2015              | Michel Pouzol   | PS        | Cadre supérieur du secteur public Député (2012-2017), conseiller municipal de Brétigny-sur-Orge |

#### Résultats électoraux
Élections cantonales, résultats des deuxièmes tours :
- Élections cantonales de 1994 : 51,15 % pour Jean de Boishue (RPR), 48,85 % pour Jean-Pierre Pillon (PS), 56,90 % de participation[6].
- Élections cantonales de 2001 : 100 % pour Paul Simon (Les Verts), 44,73 % de participation[7].
- Élections cantonales de 2008 : 51,20 % pour Michel Pouzol (PS), 48,80 % pour Michaël Christophe (UMP), 56,77 % de participation[8].

### Représentation depuis 2015
| Période élective | Période élective | Mandat | Mandat   | Identité       | Nuance | Nuance | Qualité |
| ---------------- | ---------------- | ------ | -------- | -------------- | ------ | ------ | --- |
| 2015             | 2021             | 2015   | 2021     | Nicolas Méary  |        | UDI    | Chef d'entreprise Maire de Brétigny-sur-Orge 9e Vice-président délégué aux mobilités                                                                     |
| 2015             | 2021             | 2015   | 2021     | Sophie Rigault |        | LR     | Maire-adjointe (2008 → 2017) puis maire (2017 → ) de Saint-Michel-sur-Orge 6e Vice-présidente déléguée à la jeunesse, aux sports et à la vie associative |
| 2021             | 2028             | 2021   | en cours | Nicolas Méary  |        | HOR    | Conseiller sortant, 3ème Vice-président en charge de la biodiversité et de la transition écologique                                                      |
| 2021             | 2028             | 2021   | en cours | Sophie Rigault |        | LR     | Conseillère sortante, 4ème Vice-présidente en charge des mobilités et de la voirie                                                                       |

### Résultats détaillés

#### Élections de mars 2015
À l'issue du 1er tour des élections départementales de 2015, deux binômes sont en ballottage : Nicolas Méary et Sophie Rigault (Union de la Droite, 34,33 %) et Isabelle Catrain et Michel Pouzol (Union de la Gauche, 34,2 %). Le taux de participation est de 47,17 % (17 980 votants sur 38 114 inscrits) contre 47,42 % au niveau départemental et 50,17 % au niveau national.
Au second tour, Nicolas Méary et Sophie Rigault (Union de la Droite) sont élus avec 56,33 % des suffrages exprimés et un taux de participation de 46,48 % (9 309 voix pour 17 718 votants et 38 123 inscrits).

#### Élections de juin 2021
Le premier tour des élections départementales de 2021 est marqué par un très faible taux de participation (33,26 % au niveau national). Dans le canton de Brétigny-sur-Orge, ce taux de participation est de 30,92 % (12 158 votants sur 39 319 inscrits) contre 30,18 % au niveau départemental. À l'issue de ce premier tour, deux binômes sont en ballottage : Nicolas Méary et Sophie Rigault (Union au centre et à droite, 46,1 %) et Isabelle Catrain et Michel Pouzol (Union à gauche avec des écologistes, 35,44 %).
Le second tour des élections est marqué une nouvelle fois par une abstention massive équivalente au premier tour. Les taux de participation sont de 34,36 % au niveau national, 32,47 % dans le département et 32,74 % dans le canton de Brétigny-sur-Orge. Nicolas Méary et Sophie Rigault (Union au centre et à droite) sont élus avec 60,55 % des suffrages exprimés (7 355 voix pour 12 875 votants et 39 330 inscrits),,. 

## Composition

### Composition avant 2015

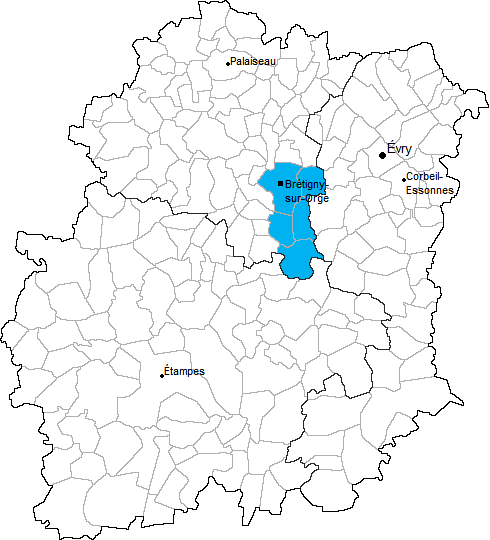
Situation du canton de Brétigny-sur-Orge dans le département de l'Essonne avant 2015.

Le canton de Brétigny-sur-Orge comptait cinq communes.
| Nom                           | Code Insee | Codepostal | Superficie (km2) | Population (dernière pop. légale) | Densité (hab./km2) |
| ----------------------------- | ---------- | ---------- | ---------------- | --------------------------------- | ------------------ |
| Brétigny-sur-Orge (chef-lieu) | 91103      | 91220      | 14,56            | 25 214 (2012)                     | 1 732              |
| Le Plessis-Pâté               | 91494      | 91220      | 7,58             | 4 096 (2012)                      | 540                |
| Leudeville                    | 91332      | 91630      | 7,84             | 1 411 (2012)                      | 180                |
| Marolles-en-Hurepoix          | 91376      | 91630      | 6,47             | 4 928 (2012)                      | 762                |
| Saint-Vrain                   | 91579      | 91770      | 11,57            | 2 921 (2012)                      | 252                |

### Composition depuis 2015
Le canton de Brétigny-sur-Orge comprend désormais six communes entières.
| Nom                                       | Code Insee | Intercommunalité                | Superficie (km2) | Population (dernière pop. légale) | Densité (hab./km2) | Modifier                                    |
| ----------------------------------------- | ---------- | ------------------------------- | ---------------- | --------------------------------- | ------------------ | ------------------------------------------- |
| Brétigny-sur-Orge (bureau centralisateur) | 91103      | CA Cœur d'Essonne Agglomération | 14,56            | 26 658 (2022)                     | 1 831              | modifier les données · modifier les données |
| Leudeville                                | 91332      | CC du Val d'Essonne             | 7,84             | 1 560 (2022)                      | 199                | modifier les données · modifier les données |
| Longpont-sur-Orge                         | 91347      | CA Cœur d'Essonne Agglomération | 5,05             | 6 456 (2022)                      | 1 278              | modifier les données · modifier les données |
| Marolles-en-Hurepoix                      | 91376      | CA Cœur d'Essonne Agglomération | 6,47             | 5 688 (2022)                      | 879                | modifier les données · modifier les données |
| Saint-Michel-sur-Orge                     | 91570      | CA Cœur d'Essonne Agglomération | 5,29             | 21 536 (2022)                     | 4 071              | modifier les données · modifier les données |
| Saint-Vrain                               | 91579      | CC du Val d'Essonne             | 11,57            | 3 046 (2022)                      | 263                | modifier les données · modifier les données |
| Canton de Brétigny-sur-Orge               | 9103       |                                 | 50,78            | 64 944 (2022)                     | 1 279              | modifier les données                        |

## Démographie

### Démographie avant 2015

#### Évolution démographique
| 1968   | 1975   | 1982   | 1990   | 1999   | 2006   | 2011   | 2012   |
| ------ | ------ | ------ | ------ | ------ | ------ | ------ | ------ |
| 16 975 | 26 337 | 28 028 | 29 868 | 33 232 | 35 443 | 37 535 | 38 570 |

#### Pyramide des âges
| Hommes | Classe d’âge | Femmes |
| ------ | ------------ | ------ |
| 0,3    | 90 ans ou +  | 0,6    |
| 3,9    | 75 à 89 ans  | 5,4    |
| 10,5   | 60 à 74 ans  | 11,2   |
| 19,6   | 45 à 59 ans  | 19,5   |
| 23,0   | 30 à 44 ans  | 22,5   |
| 20,9   | 15 à 29 ans  | 19,8   |
| 22,0   | 0 à 14 ans   | 21,0   |

| Hommes | Classe d’âge | Femmes |
| ------ | ------------ | ------ |
| 0,3    | 90 ans ou +  | 0,8    |
| 4,4    | 75 à 89 ans  | 6,7    |
| 11,3   | 60 à 74 ans  | 11,9   |
| 19,9   | 45 à 59 ans  | 20,0   |
| 21,9   | 30 à 44 ans  | 21,4   |
| 20,6   | 15 à 29 ans  | 19,2   |
| 21,7   | 0 à 14 ans   | 20,0   |

### Démographie depuis 2015
En 2022, le canton comptait 64 944 habitants, en évolution de +4,22 % par rapport à 2016 (Essonne : +2,89 %, France hors Mayotte : +2,11 %).
| 2013   | 2018   | 2022   |
| ------ | ------ | ------ |
| 61 780 | 63 243 | 64 944 |

## Économie

### Emplois, revenus et niveau de vie
| Répartition des emplois par catégories socioprofessionnelles en 2006. |              |                                           |                                                   |                            |                          |                           |
|                                                                       | Agriculteurs | Artisans, commerçants, chefs d'entreprise | Cadres et professions intellectuelles supérieures | Professions intermédiaires | Employés                 | Ouvriers                  |
| Canton de Brétigny-sur-Orge                                           | 0,3 %        | 2,9 %                                     | 15,5 %                                            | 26,2 %                     | 30,2 %                   | 24,9 %                    |
| Département de l'Essonne                                              | 0,2 %        | 4,5 %                                     | 22,1 %                                            | 27,7 %                     | 27,6 %                   | 17,9 %                    |
| Moyenne nationale                                                     | 2,2 %        | 6,0 %                                     | 15,4 %                                            | 24,6 %                     | 28,7 %                   | 23,2 %                    |
| Répartition des emplois par secteurs d'activités en 2006.             |              |                                           |                                                   |                            |                          |                           |
|                                                                       | Agriculture  | Industrie                                 | Construction                                      | Commerce                   | Services aux entreprises | Services aux particuliers |
| Canton de Brétigny-sur-Orge                                           | 1,5 %        | 11,1 %                                    | 6,4 %                                             | 14,6 %                     | 14,4 %                   | 5,3 %                     |
| Département de l'Essonne                                              | 0,8 %        | 11,5 %                                    | 6,1 %                                             | 15,4 %                     | 18,8 %                   | 6,4 %                     |
| Moyenne nationale                                                     | 3,5 %        | 15,2 %                                    | 6,4 %                                             | 13,3 %                     | 13,3 %                   | 7,6 %                     |
| Sources : Insee,                                                      |              |                                           |                                                   |                            |                          |                           |